# Сорбция
Сорбция е физико-химичен процес на поглъщането на едно вещество от друго вещество, намиращо се в друга фаза. Поглъщащото тяло се нарича сорбент (адсорбент, абсорбент), а поглъщаното – сорбат (адсорбат, абсорбат).

## Същност на сорбцията
Ако в епруветка с фуксинов разтвор се поставят малко активни въглища и сместа енергично се разклати в продължение на няколко минути, разтворът над въглищата се избистря. След филтруване се получава бистър и безцветен филтрат. Фуксинът се е задържал от въглищата. За да се докаже това, въгленът се пренася от филтъра в друга епруветка, поставя се малко тетрахлорометан и отново се разклаща. Фуксинът преминава от въглищата в слоя тетрахлорометан и го обагря в червено.
Когато сорбиращото се вещество се задържи на граничната повърхност между двете фази, които изграждат системата, процесът се нарича адсорбция. Това става например при задържането на фуксина върху повърхността на въглена. В други случаи поглъщането става в целия обем. Тогава се говори за абсорбция. Фуксинът се абсорбира от тетрахлорометана. Често двата процеса се извършват съвместно – веществата най-напред се адсорбират, а след това проникват във вътрешността.
Сорбцията е равновесен процес. При създаване на благоприятни условия протича обратният процес. Той се нарича десорбция.